# Jurij Bykov
Jurij Bykov (Novomičurinsk, 15 agosto 1981) è un regista russo.

## Filmografia parziale

### Regista
- Žit' (2010)
- Major (2013)
- Durak (2014)
- Storož (2019)
- Zavod (2019)